# Reacție reversibilă
O reacție reversibilă este un tip de reacție chimică în care reactanții formează produși de reacție ce reacționează între ei cu refacerea reactanților, până la stabilirea unui echilibru chimic (care este un echilibru de tip dinamic).
Ecuația generală a unei reacții chimice reversibile se poate scrie:
{\displaystyle {\ce {{{\mathit {a}}A}+{\mathit {b}}B<=>{{\mathit {c}}C}+{\mathit {d}}D}}}
Acizii și bazele slabe dau reacții de ionizare reversibile în soluție. De exemplu, acidul carbonic trece reversibil în ion hidrogenocarbonat și ion hidroniu: 
H2CO3 (l) + H2O(l) ⇌ HCO−3 (aq) + H3O+(aq).